# Gebertshofen
Gebertshofen ist ein Gemeindeteil des Marktes Lauterhofen im Landkreis Neumarkt in der Oberpfalz.

## Geografie
Das Pfarrdorf liegt in der Frankenalb knapp fünf Kilometer nordwestlich von Lauterhofen auf einer Höhe von 523 m ü. NHN. Es ist in zwei Teile getrennt. Ein Teil ist der Sitz der ehemaligen Gemeinde und hat 26 Einwohner, der andere liegt an der Autobahnanschlussstelle 46 Alfeld an der A 6 und wurde bei Gründung nach dem damaligen Gemeindesitz benannt. Dort befinden sich eine Autobahnmeisterei und ein angrenzendes Industriegebiet. In der Autobahnmeisterei sind elf Einwohner gemeldet und im angrenzenden Industriegebiet Hohe Birke noch einmal weitere 36 Personen.

## Geschichte
Das bayerische Urkataster zeigt Gebertshofen in den 1810er Jahren als eine Streusiedlung, bestehend aus einer Einöde und zwei Weilern mit insgesamt acht Herdstellen.
Die Einweihung des Gebertshofener Schulhauses erfolgte am 31. August 1899. 
Vor der Gemeindegebietsreform war Gebertshofen eine selbständige Gemeinde mit den Gemeindeteilen Gebertshofen, Landnerhof, Muttenshofen, Nonnhof, Ramertshofen, Reitelshofen und Ruppertslohe. Am 1. Juli 1972 wurde Nonnhof nach Alfeld im Landkreis Nürnberger Land umgemeindet. Am 1. Mai 1978 wurde die Gemeinde nach Lauterhofen eingemeindet.

## Kirche

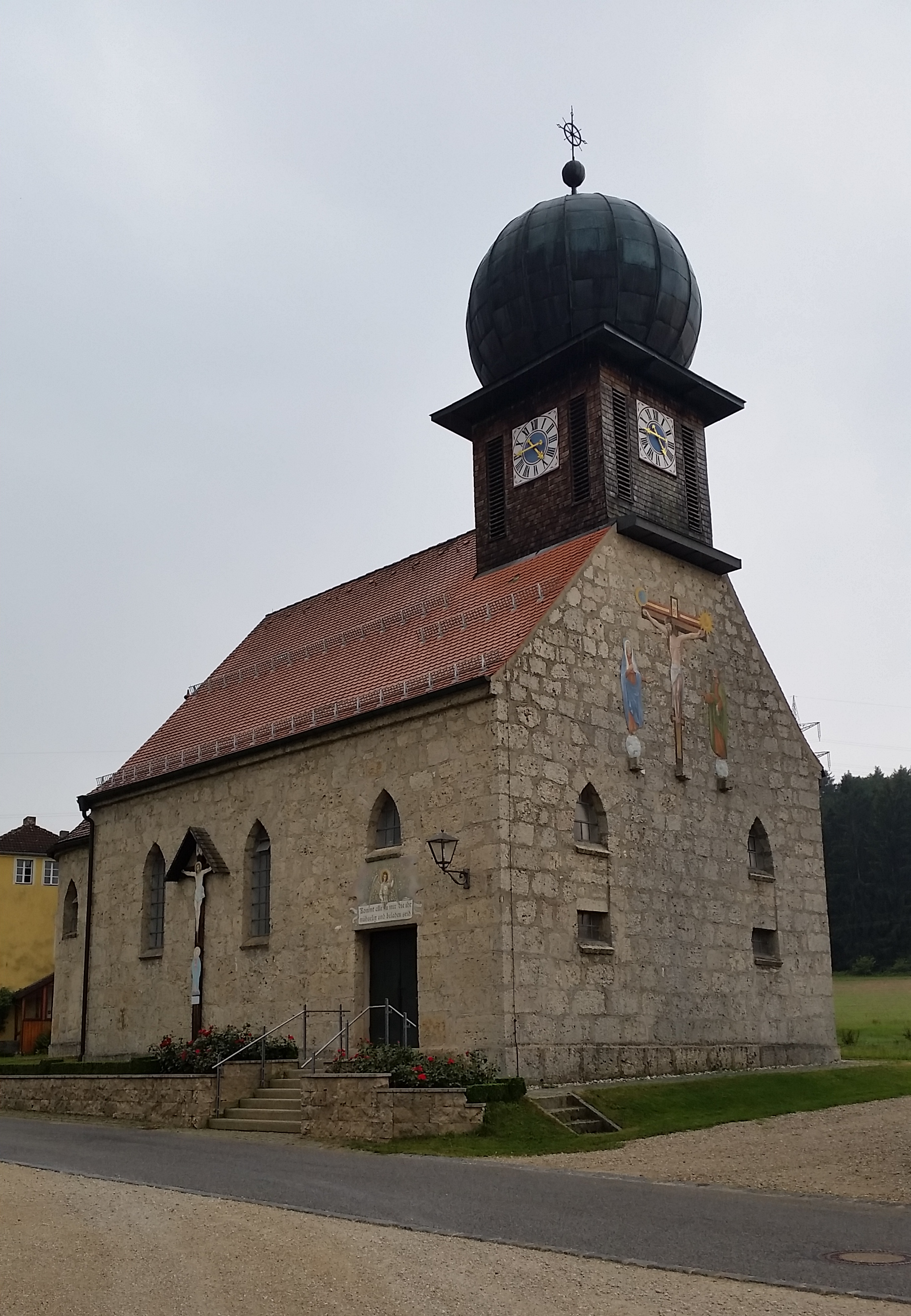
Katholische Filialkirche in Gebertshofen

Am 31. August 1899 wurde der Grundstein für die Hl. Kreuzkirche durch den örtlichen Pfarrer von Lauterhofen gelegt. Am 18. Oktober 1900 erfolgte die Kirchweihe durch Dekan Georg Kellermann, Pfarrer von Sindlbach. 1921 wurde die bisherige Filialkirche zur Expositur erhoben. Im Mai 1929 wurde die Kirche abgerissen, da sie zu klein geworden war und bis November 1929 wurde ein Neubau errichtet. Die feierliche Kirchweihe fand am 10. Mai 1930 durch Johannes Leo von Mergel statt, dem damaligen Bischof von Eichstätt. Sie ist das einzige denkmalgeschützte Objekt im Ort.

## Verkehr
- Die Staatsstraße 2236 verbindet Gebertshofen zu der Bundesautobahn 6 sowie nach Lauterhofen und Alfeld. Gemeindestraßen führen zu den Nachbarorten.
- Der Ort ist im ÖPNV mit der VGN-Buslinie 523 in Richtung Lauterhofen und Neumarkt versorgt. Weiterhin besteht die Rufbuslinie 586.[8][9]

## Persönlichkeiten
- Heribert Batzl (1918–2013), Lehrer und Heimatforscher